# Mikaël Lesage
Mikaël Lesage (Falaise, 19 gennaio 1975) è un arbitro di calcio francese.

## Carriera
Compie l'esordio da professionista il 6 agosto 2010, arbitrando la partita tra Tours e Sedan valida per la prima giornata di Ligue 2. Approda molto presto in Ligue 1, debuttando nella massima serie il 12 agosto 2012 nell'incontro tra Troyes e Valenciennes.
L'8 maggio 2018 dirige la finale di Coppa di Francia tra Paris Saint-Germain e Les Herbiers.